# Alexander Gorban
Alexander Nikolaevich Gorban (russe : Александр Николаевич Горба́нь), né à Omsk, Sibérie (URSS) en 1952, est un physico-chimiste soviétique connu pour ses travaux en théorie des systèmes dynamiques, en chimie théorique et sur les réseaux de neurones artificiels,.

## Biographie
Entré en 1967 à l'université d'État de Novossibirsk il est en exclu en 1969 à la suite de mouvements de protestation pour les droits civiques. Il continue ses études en indépendant à l'institut pédagogique d'Omsk jusqu'à l'obtention d'un master en mathématiques.
De 1973 à 1976 il travaille à l'institut d'ingénierie des transports où il publie ses premiers travaux. Après avoir eu plusieurs emplois de 1976 à 1978 il intègre l'institut de modélisation numérique de Krasnoiarsk où il présente une Ph.D. sur les systèmes dynamiques. En 1995 il devient chef du département de mathématiques appliquées et directeur adjoint de l'institut. De 1981 à 1991 il enseigne à l'Université Technique de Krasnoiarsk et devient chef du département de neuro-informatique de cette université de 1993 à 2006.
Après un séjour à l'institut des Hautes Études Scientifiques à Bures-sur-Yvette en 2003-2004 il rejoint l'université de Leicester et la chaire de modélisation mathématique.
Il est l'auteur d'un grand nombre de publications,.

## Ouvrages
- (en) G. S. Yablonskii, V. I. Bykov, A. N. Gorban et V. I. Elokhin, Kinetic Models of Catalytic Reactions, Elsevier, 1991 (ISBN 0080868266, lire en ligne)

- (en) A. N. Gorban, B. M. Kaganovich, S. P. Filippov, A. V. Keiko, V. A. Shamansky et I. A. Shirkalin, Thermodynamic Equilibria and Extrema: Analysis of Attainability Regions and Partial Equilibria, Springer, 2006 (lire en ligne)

- (en) Alexander N. Gorban et Ilya V. Karlin, Invariant Manifolds for Physical and Chemical Kinetics, Springer, coll. « Lecture Notes in Physics (LNP, vol. 660) », 2005 (ISBN 978-3-540-22684-0, lire en ligne [archive du 19 août 2020])

- (en) A. N. Gorban, B. Kegl, D. Wunch et A. Zinovyev (eds.), Principal Manifolds for Data Visualization and Dimension Reduction, vol. 58, Springer, coll. « Lecture Notes in Computational Science and Engineering », 2008 (lire en ligne)

## Distinctions
- MaCKIE-2015, Mathematics in (bio)Chemical Kinetics and Engineering. Distinction pour ses travaux en cinétique bio-chimique ;
- Institut Isaac-Newton Research Fellow (2010) ;
- médaille Ilya Prigogine pour ses travaux en thermodynamique hors équilibre (2003).